# 中国共产党中央纪律检查委员会书记
中国共产党中央纪律检查委员会书记，简称中央纪委书记、中纪委书记，是中国共产党负责党风、党纪、反腐职能的中央纪律检查委员会最高负责人，由中央纪委全体会议选举产生、中央委员会批准。中央纪律检查委员会设书记一人作为最高负责人，实行“书记负责制”，在书记下面设有副书记、常务委员会委员、委员。中央纪委书记一职是中国共产党的重要领导人之一，一般由中共中央政治局委员、中央政治局常委担任，位列党和国家领导人。在1955年这个职务曾经改为“中央监察委员会书记”，在1978年至1987年之间称为“中央纪律检查委员会第一书记”。该职务有时也被外界视为中共党鞭。

## 历史
1927年5月9日，中国共产党第五次全国代表大会在武汉选举产生了中央监察委员会。这是党的历史上第一个中央纪律检查机关，也是中央纪委的前身。选举产生了以王荷波为主席的中央监察委员会，这是党的第一个正式监察机构。第二年，中共六大把它改名为中央审查委员会，刘少奇担任书记。
1934年，党的六届五中全会决定成立中央党务委员会，取代中央审查委员会，李维汉任书记。很快，长征开始，党中央转移到延安，投入抗日战争中。在外敌入侵的形势下，保持党员的纯洁，才能保持军队的战斗力，党务委员会对违纪党员采取了异常严厉的惩处措施。
新中国成立之后，共产党成为执政党。然而，胜利让一些党员居功自傲，贪污腐化行为有所增加。面对执政的考验，加强党纪建设显得尤为迫切。1949年11月，中央决定成立中纪委，由朱德出任书记。
1955年，中央决定成立监察委员会（简称中央监委），取代中纪委，由董必武出任书记。此后的10余年里，国家政治运动频繁，经济形势复杂，可谓困难重重，但中央监委依然发挥了“打虎”的作用。
中央监委的工作只坚持了10余年，“文化大革命”开始后，党的纪检工作遭到严重破坏。1969年，中共九大通过的党章中，完全取消了纪检机构的有关条款，中央监委被迫撤销。
10年动乱后，纪检工作得到恢复。1978年12月，十一届三中全会决定重建中央纪委，选举产生了以陈云为第一书记的100名中央纪委委员。
自中央纪律检查委员会1978年重新组建以来，中央纪委五任书记中，有四位一直是以中共中央政治局常委身份兼任，在重新组建时期。在《中国共产党章程》中规定：“中央纪律检查委员会设第一书记一名，而第一书记必须由中共中央政治局常委中产生”。这是中共党章首次对第一书记职务设置有所规定，当时由中共元老陈云出任。
在1987年中国共产党第十三次全国代表大会上通过《中国共产党章程部分条文修正案》，取消中央纪委第一书记须从中央政治局常委产生一项，因此降低了中纪委的权限，但新任中央纪委书记乔石依旧是中央政治局常委。1992年，尉健行出任中纪委书记，但只以中央政治局委員、中央书记处书记兼任，某程度降低了中纪委职权。1997年，中国共产党第十五次全国代表大会上，尉健行当选中央政治局常委，重新以常委身份兼中纪委书记。自始，1997年十五大後中纪委书记均由中央政治局常委兼任。

## 历任负责人
| 肖像 姓名 | 在任时期                       | 职位名称                   | 同期其他职务 |
| --------- | ------------------------------ | -------------------------- | --- |
| 王荷波    | 1927年4月27日－1927年11月11日  | 中央监察委员会主席         | 临时中央政治局委员 中共中央北方局书记                                                                                    |
| 刘少奇    | 1928年7月11日－1934年1月18日   | 中央审查委员会书记         | 中央政治局候补委员 |
| 李维汉    | 1934年1月18日－1941年          | 中央党务委员会书记         | 中央候补委员 → 中央委员                                                                                                  |
| 王若飞    | 1941年－1943年3月              | 中央党务委员会书记         | |
| 朱德      | 1949年11月9日－1955年3月31日   | 中央纪律检查委员会书记     | 中央政治局委员 中央书记处书记                                                                                            |
| 董必武    | 1955年3月31日－1969年4月24日   | 中央监察委员会书记         | 中央政治局委员 |
| 陈云      | 1978年12月22日－1987年11月1日  | 中央纪律检查委员会第一书记 | 中央委员会副主席（1978年12月22日－1982年9月12日） 中央政治局常务委员会委员                                               |
| 乔石      | 1987年11月1日－1992年10月18日  | 中央纪律检查委员会书记     | 中央政治局常务委员会委员 中央书记处书记 中央政法委员会书记                                                               |
| 尉健行    | 1992年10月18日－2002年11月15日 | 中央纪律检查委员会书记     | 中央政治局委员（1992年10月20日－1997年9月18日） 中央政治局常务委员会委员（1997年9月18日－2002年11月15日） 中央书记处书记 |
| 吴官正    | 2002年11月15日－2007年10月22日 | 中央纪律检查委员会书记     | 中央政治局常务委员会委员                                                                                                 |
| 贺国强    | 2007年10月22日－2012年11月15日 | 中央纪律检查委员会书记     | 中央政治局常务委员会委员                                                                                                 |
| 王岐山    | 2012年11月15日－2017年10月25日 | 中央纪律检查委员会书记     | 中央政治局常务委员会委员                                                                                                 |
| 赵乐际    | 2017年10月25日－2022年10月23日 | 中央纪律检查委员会书记     | 中央政治局常务委员会委员                                                                                                 |
| 李希      | 2022年10月23日－現任           | 中央纪律检查委员会书记     | 中央政治局常务委员会委员                                                                                                 |

## 在世前中纪委书记
截至2025年7月，历任中央纪律检查委员会前书记中有4位在世：
| 姓名   | 任期           | 出生日期与年齡 |
| ------ | -------------- | -------------- |
| 吴官正 | 2002年－2007年 | 1938年10月18日 |
| 贺国强 | 2007年－2012年 | 1943年10月1日  |
| 王岐山 | 2012年－2017年 | 1948年7月19日  |
| 赵乐际 | 2017年－2022年 | 1957年3月8日   |

最近一位去世的中纪委前任书记是尉健行，于2015年8月7日去世，享壽84岁。